# Carpias galloprovincalis
Carpias galloprovincalis är en kräftdjursart som först beskrevs av Amar 1950.  Carpias galloprovincalis ingår i släktet Carpias och familjen Janiridae. Inga underarter finns listade i Catalogue of Life.